# Casa Hollyhock
La casa de Aline Barnsdall Hollyhock o casa Hollyhock (en inglés Hollyhock House) es una residencia situada en el barrio de East Hollywood de Los Ángeles, en el estado de California (Estados Unidos). Fue diseñada por Frank Lloyd Wright originalmente como residencia para la heredera del petróleo Aline Barnsdall y construida entre 1919 y 1921. El edificio es ahora la pieza central del parque de arte Barnsdall de la ciudad. En julio de 2019, junto con otros siete edificios diseñados por Wright en el siglo XX, se agregó a la Lista del Patrimonio Mundial de la Unesco. Se destaca por una estética arquitectónica influyente, que combinaba espacios de vida interiores y exteriores. Es la primera vez que la arquitectura estadounidense moderna ha sido reconocida en la Lista del Patrimonio Mundial.

## Historia
Aline Barnsdall originalmente tenía la intención de que la casa fuera parte de un complejo de artes y teatro en vivo en una propiedad conocida como Olive Hill, pero el proyecto más grande nunca se completó. Este fue el segundo proyecto de Wright en California (el primero fue George C. Stewart House, 1909, en Montecito). Atípicamente para Wright, no pudo supervisar personalmente gran parte de la construcción debido a su preocupación por diseñar el Hotel Imperial en Japón en ese momento. Delegó muchas de las responsabilidades involucradas en completar la casa a su asistente, Rudolph Schindler, y su hijo, Lloyd Wright. Wright fue despedido del proyecto en 1921 debido a costos excesivos en el proyecto.
Desilusionado por los costos de construcción y mantenimiento, Barnsdall donó la casa a la ciudad de Los Ángeles en 1927 bajo la estipulación de que se otorgaría un contrato de arrendamiento de quince años al California Art Club para su sede. El club estuvo allí hasta 1942 cuando la casa casi fue demolida. La casa se ha utilizado como galería de arte y como instalación de Organizaciones de Servicio Unidas (USO) a lo largo de los años. A partir de 1974, la ciudad patrocinó una serie de restauraciones, pero la estructura resultó dañada en el terremoto de Northridge de 1994. Fue nuevamente restaurado y estuvo abierto al público en junio de 2005.
El Departamento del Interior de Estados Unidos designó a la casa Hollyhock como Monumento Histórico Nacional en 2007. Fue el séptimo sitio en la ciudad de Los Ángeles en recibir esa designación. La casa se incluyó en una lista de las "diez mejores" casas de Los Ángeles de todos los tiempos en una encuesta de expertos de Los Angeles Times.

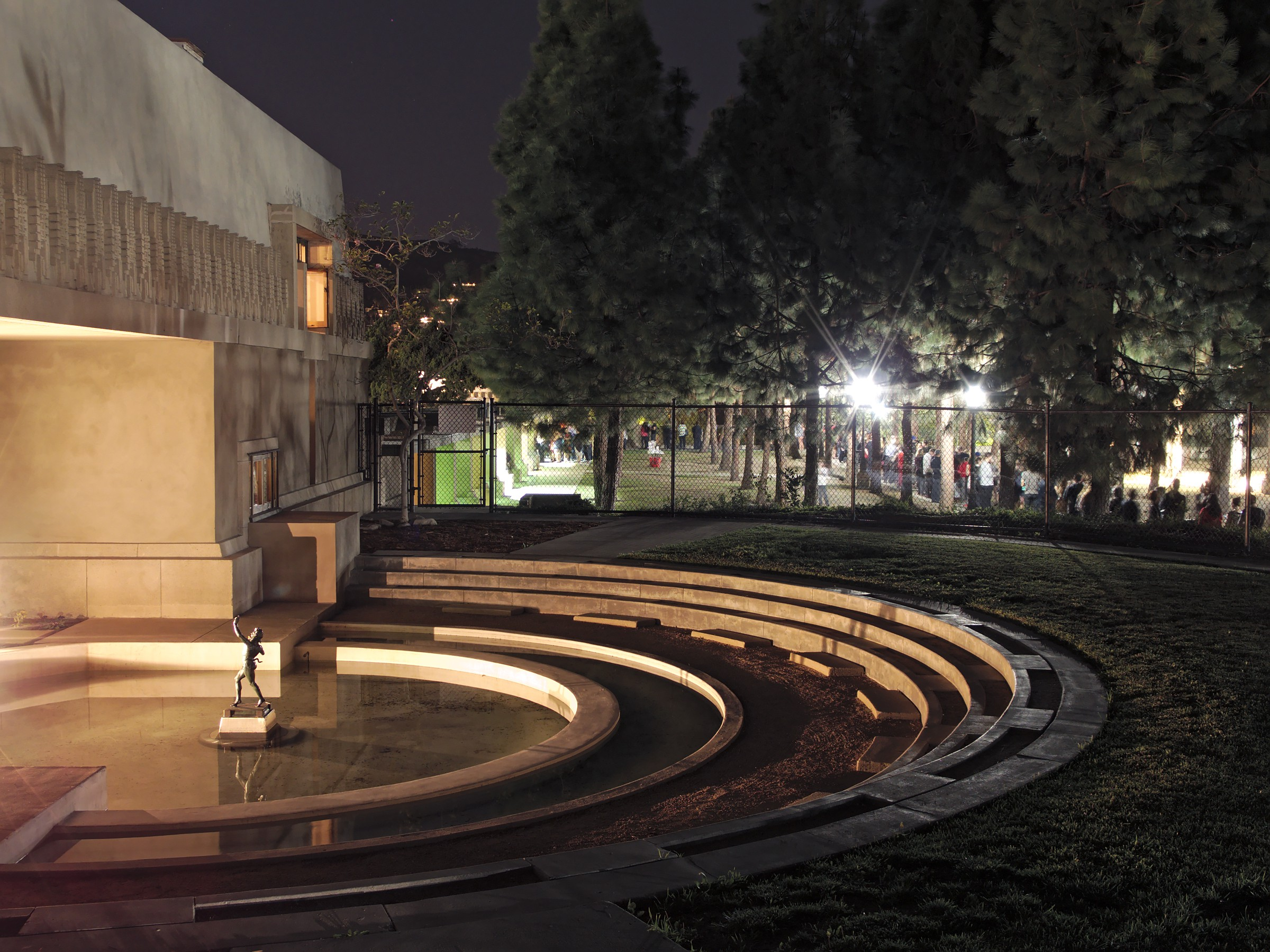
Piscina iluminada y largas colas en la reapertura, 2015

En 2005, Project Restore inició un proyecto de restauración de 10 años. Project Restore es una organización sin fines de lucro dedicada "a la restauración histórica y la preservación de la integridad cívica de la ciudad de Los Ángeles". La restauración incluyó trabajos en el piso del edificio, madera, puertas, ventanas, piedra de arte y yeso.
En 2007 el American Institute of Architects realizó una encuesta para determinar la lista America's Favorite Architecture con los 150 edificios favoritos en Estados Unidos; la casa Hollyhock ocupa el puesto 131.
En enero de 2015 se anunció que, después de extensas renovaciones, la casa volvería a abrir para visitas el 13 de febrero. El evento de 24 horas atrajo a grandes multitudes durante la noche, y muchos esperaron en fila durante más de tres horas para ser admitidos.
En 2015 el Servicio de Parques Nacionales presentó la casa Hollyhock junto con otras nueve propiedades de Frank Lloyd Wright a una lista tentativa para su designación como Patrimonio de la Humanidad. En 2018 se presentaron propuestas revisadas Finalmente, ocho propiedades se inscribieron en la Lista del Patrimonio Mundial como parte de una presentación llamada "La arquitectura del siglo XX de Frank Lloyd Wright" en julio de 2019. Cuando la casa Hollyhock junto con los otros siete edificios en Estados Unidos se agregaron a la Lista del Patrimonio Mundial de la UNESCO, fue la primera vez que esa organización reconoció la arquitectura estadounidense moderna.

## Características

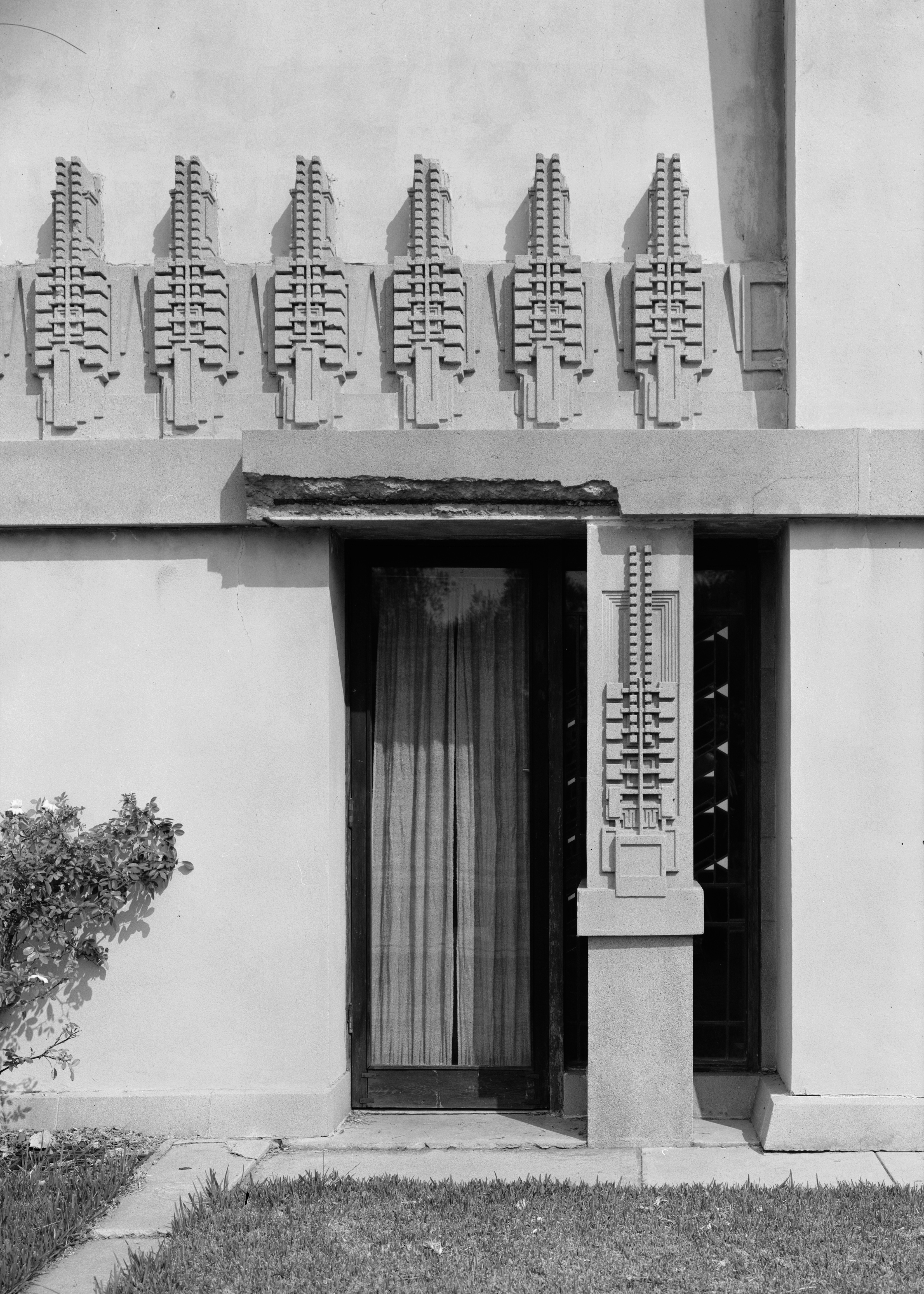
Detalle de terraza suroeste con relieves abstractos de flores de malva.

Como ocurre con muchas de las residencias de Wright, tiene un exterior "introvertido" con ventanas que parecen estar ocultas desde el exterior y no es fácil de decodificar desde el exterior. La casa se organiza alrededor de un patio central con un lado abierto para formar una especie de escenario teatral (nunca utilizado como tal), y un complejo sistema de niveles divididos, escalones y terrazas alrededor de ese patio. El diseño presenta paredes exteriores que están inclinadas hacia atrás a 85 grados (lo que ayuda a proporcionar una apariencia "maya" a veces conocida como el estilo neomaya), vidrio artístico con plomo en las ventanas, una gran chimenea con un gran bajorrelieve abstracto y un foso. Se supone que el agua fluya desde una piscina en el patio a través de un túnel hasta este foso interior y nuevamente hacia una fuente.
Las puertas de entrada se escalonan de manera similar a la entrada. Las puertas divididas descansan sobre pasadores y se abren fácilmente a pesar de su enorme peso. El ojo de la cerradura está oculto con una solapa decorativa.
La malvarrosa (la flor favorita de Aline Barnsdale) se utiliza como tema central de la casa, con muchas decoraciones simétricas que adaptan la apariencia general de la planta. Las macetas están decoradas con el motivo y llenas de las propias plantas, y las vidrieras de Wright presentan un patrón de malva muy estilizado. Una característica interesante son las esquinas de vidrio en inglete en las ventanas; una idea temprana que Wright usó más tarde en Fallingwater.
La casa Hollyhock cuenta con una sala de entretenimiento inmediatamente a la derecha de la entrada. Esta sala contiene posiblemente el primer centro de entretenimiento incorporado, completo con gabinetes de tamaño LP a lo largo del piso. Otras habitaciones notables incluyen un área de juegos para niños, así como una cocina modernista, que durante mucho tiempo albergó la tienda de regalos del museo.
Como muchas casas diseñadas por Wright, resultó ser mejor como obra estética que como vivienda habitable. El agua tendía a fluir sobre el césped central y hacia la sala de estar, y las terrazas de techo plano fueron concebidas sin comprender las lluvias de Los Ángeles. El hormigón en voladizo tampoco resistió bien los terremotos de la zona.
Hubo un número considerable de revisiones. Dos estructuras más pequeñas, llamadas Studio Residence A y B, se construyeron en el terreno. La residencia A sigue en pie. El cliente también encargó un jardín de infancia privado que nunca se construyó. La propiedad también incluye un edificio más pequeño diseñado por el arquitecto modernista Richard Neutra.

## Uso en producción cinematográfica
La casa y los terrenos se utilizaron como templo de las Mujeres Piraña en Cannibal Women in the Avocado Jungle of Death de 1989.

## Amigos de Hollyhock House (FOHH)
El FOHH proporciona una mayor conciencia pública sobre Frank Lloyd Wright, Aline Barnsdall y la casa Hollyhock a través de recorridos públicos, eventos especiales y la biblioteca de Friends of Hollyhock House. La biblioteca es una pequeña biblioteca de investigación que contiene libros y artículos sobre Frank Lloyd Wright y Aline Barnsdall. Todos los docentes son miembros de Friends of Hollyhock House.

## Galería

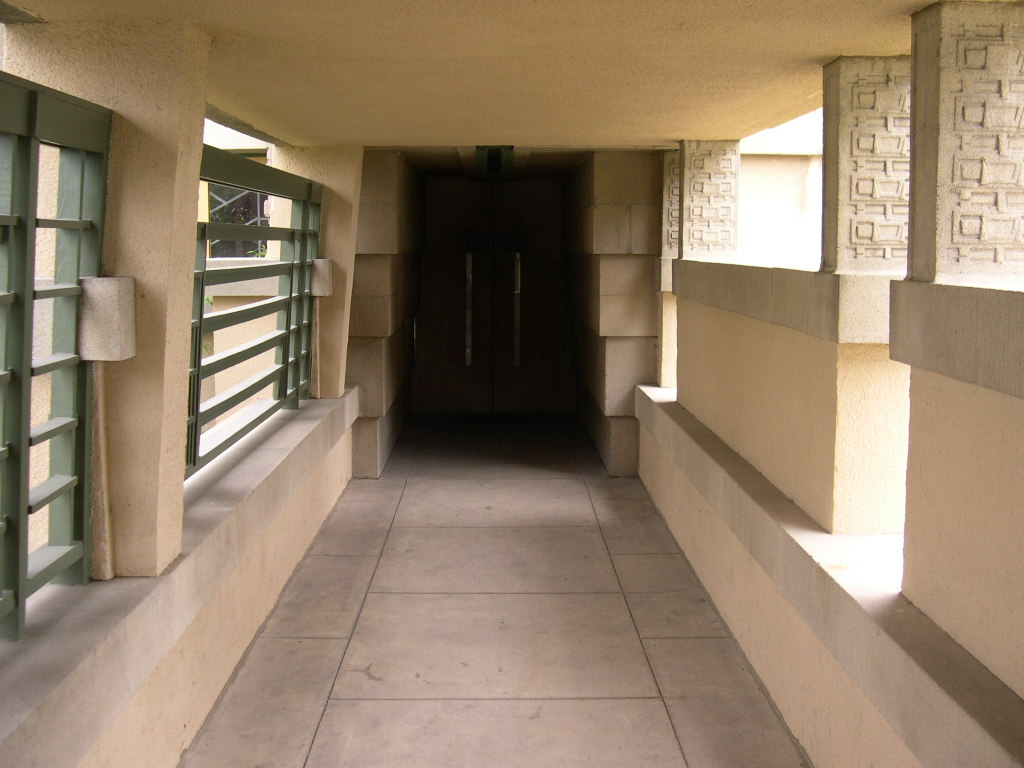
Entrada en forma de túnel con tallas de malva
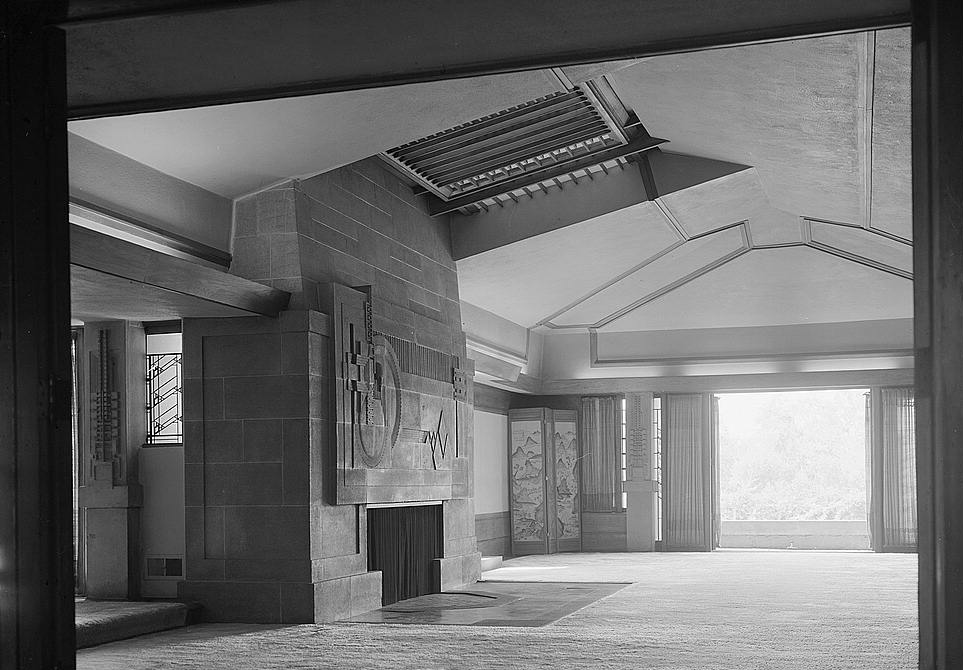
Sala de estar de Hollyhock House, con chimenea y tragaluz (hacia el sureste, 1965)
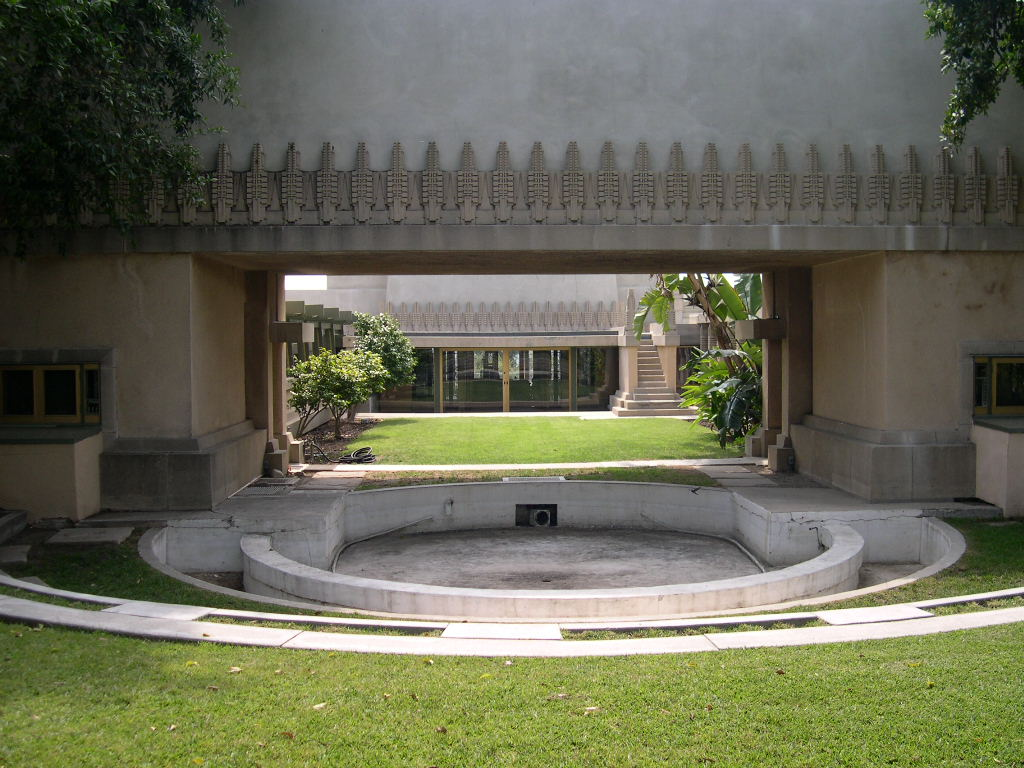
Vista sobre la piscina redonda, con el patio central y la sala de estar más allá (2005)
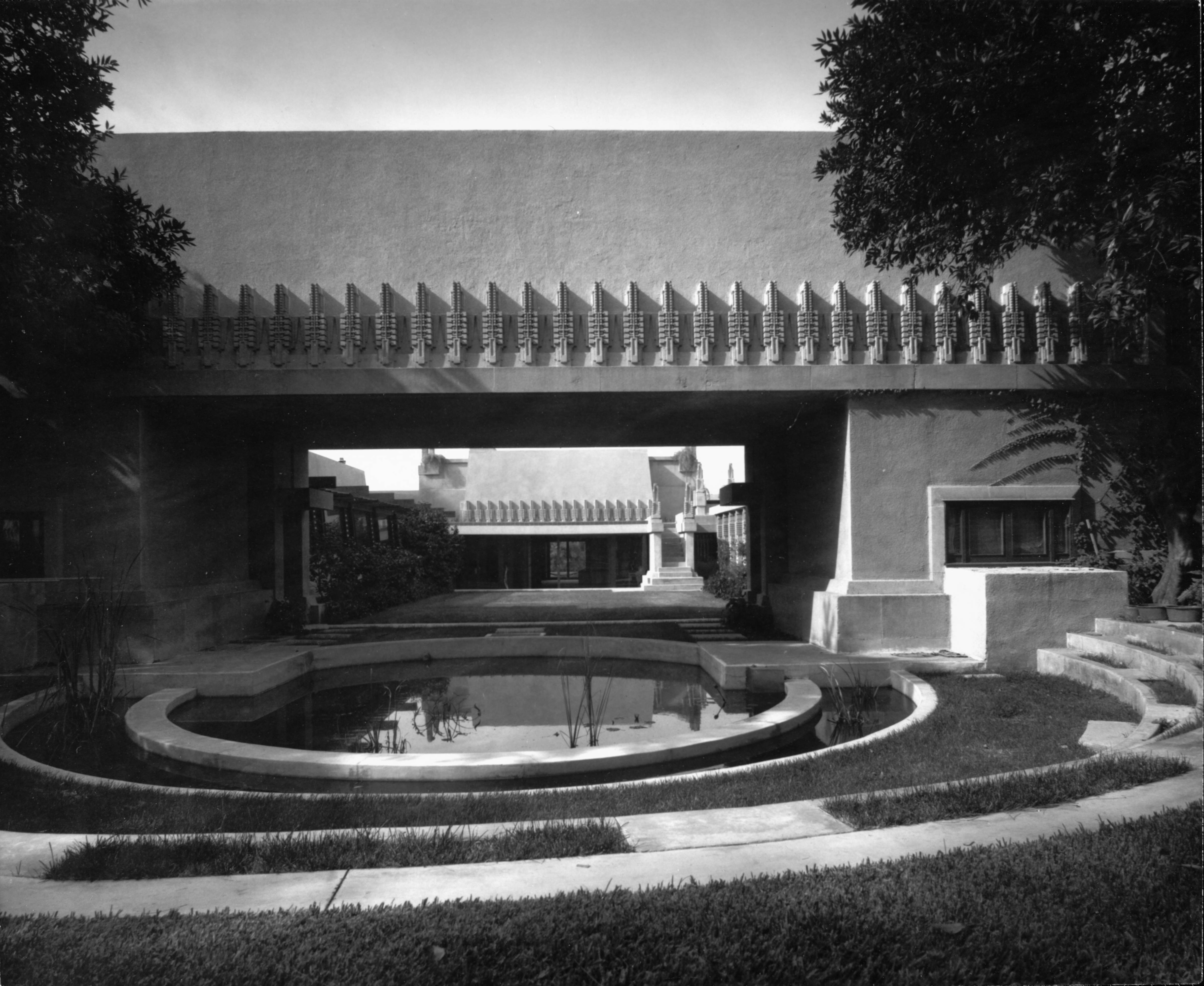
Vista sobre la piscina redonda, con el patio central y la sala de estar más allá (1921)
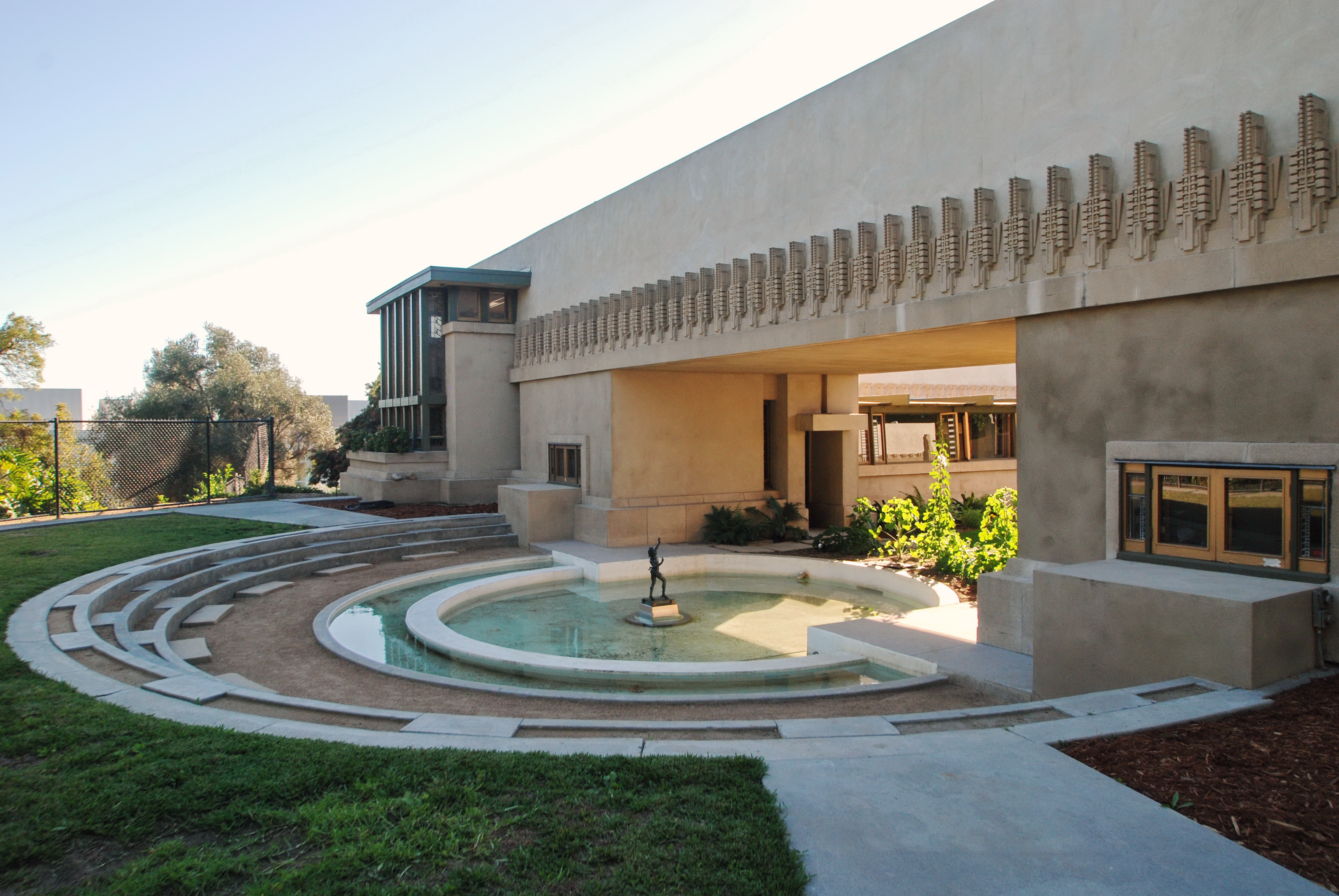
Piscina redonda después de la restauración (2015)
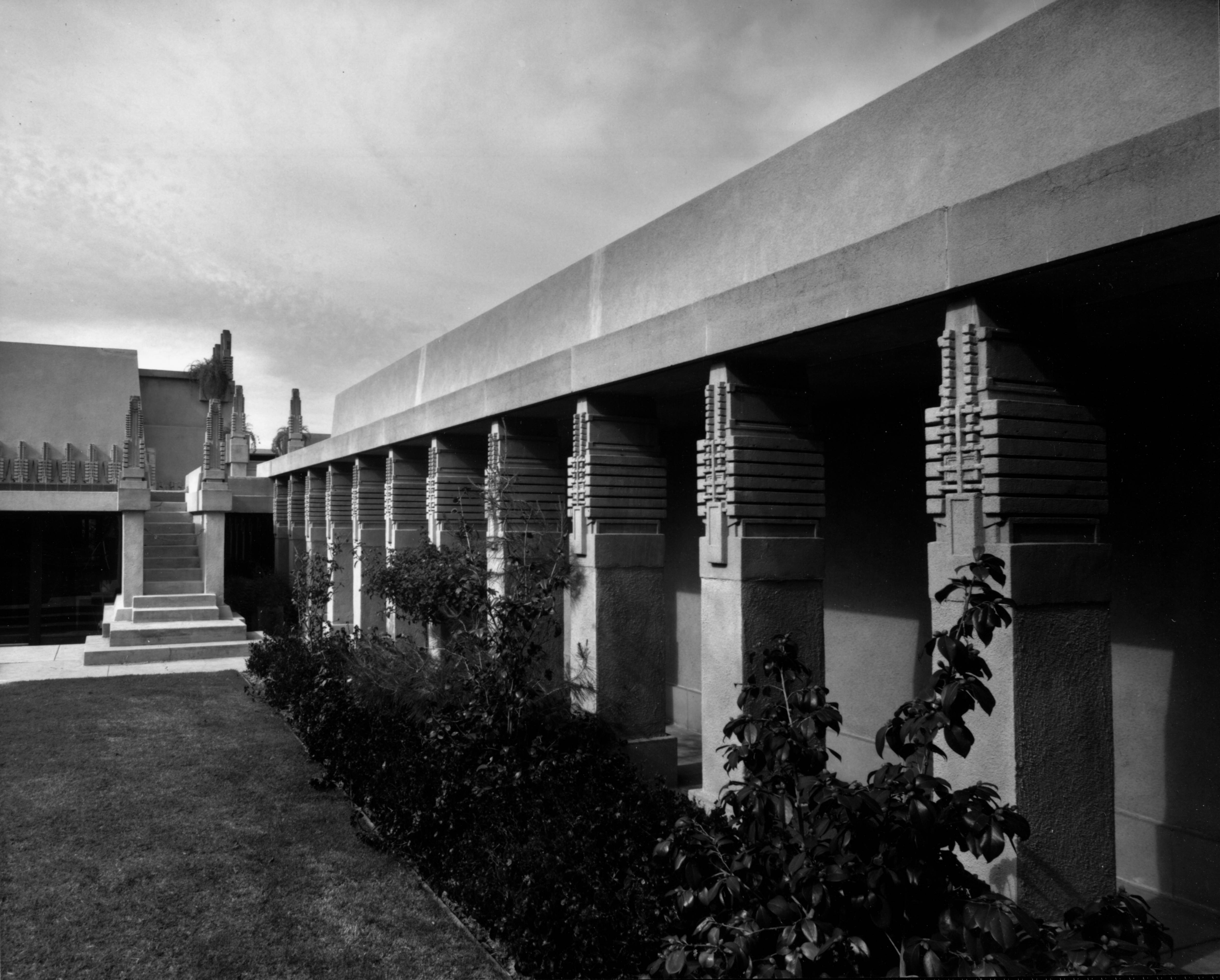
Parte del patio central y saliente con escalera que conduce a la azotea, 1921
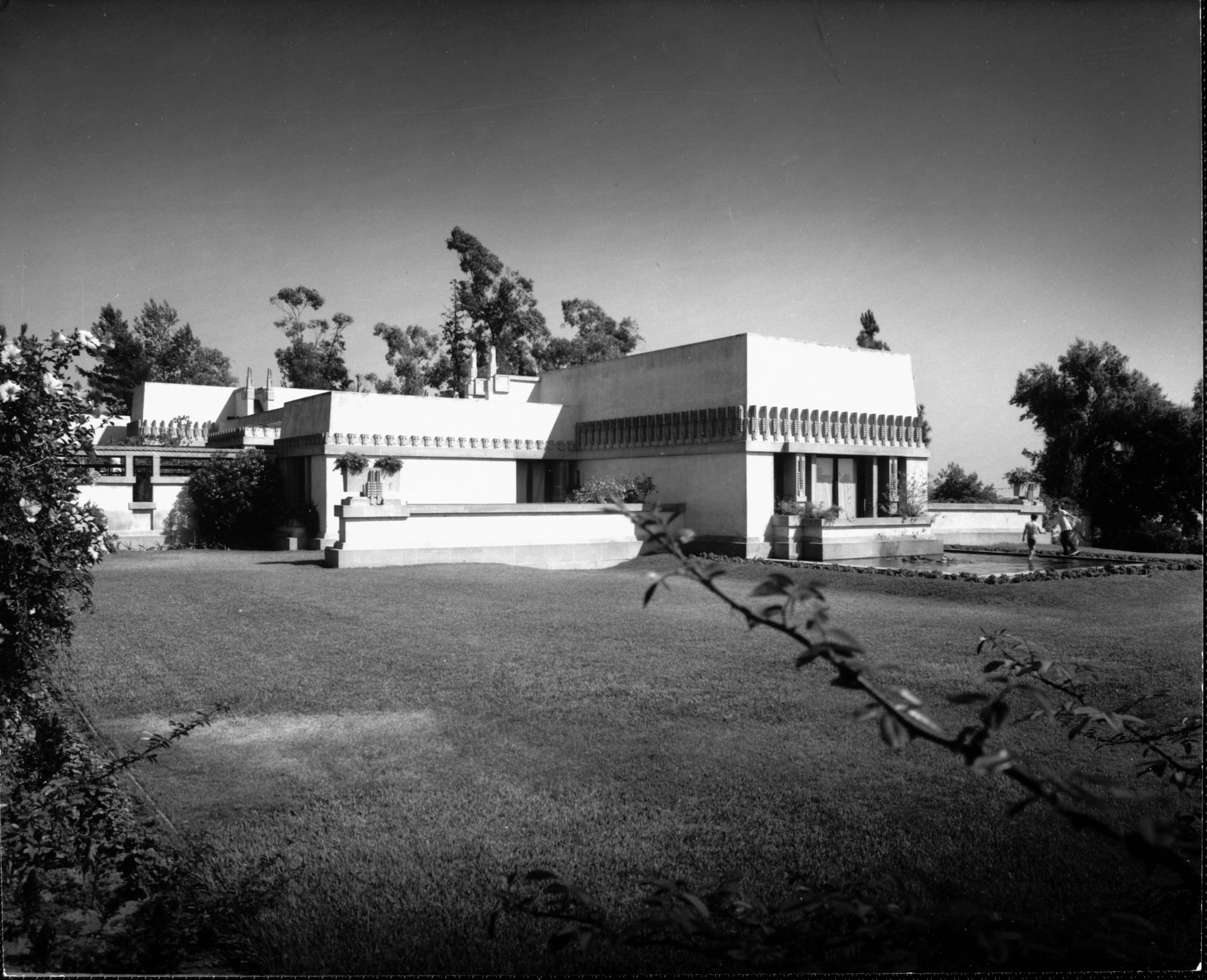
Hollyhock House desde cuesta abajo con niños jugando en la piscina, 1921
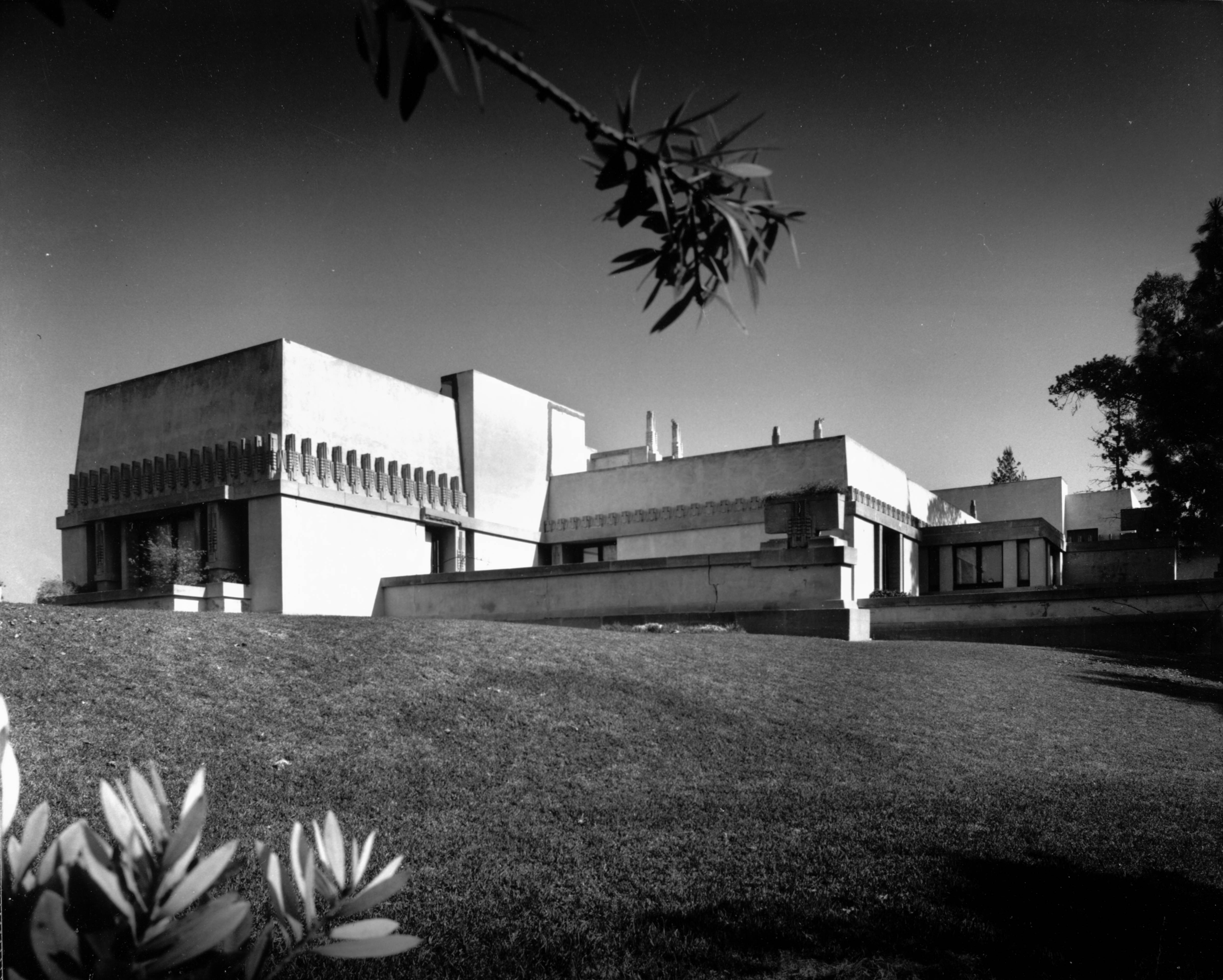
Hollyhock House desde cuesta abajo, 1921
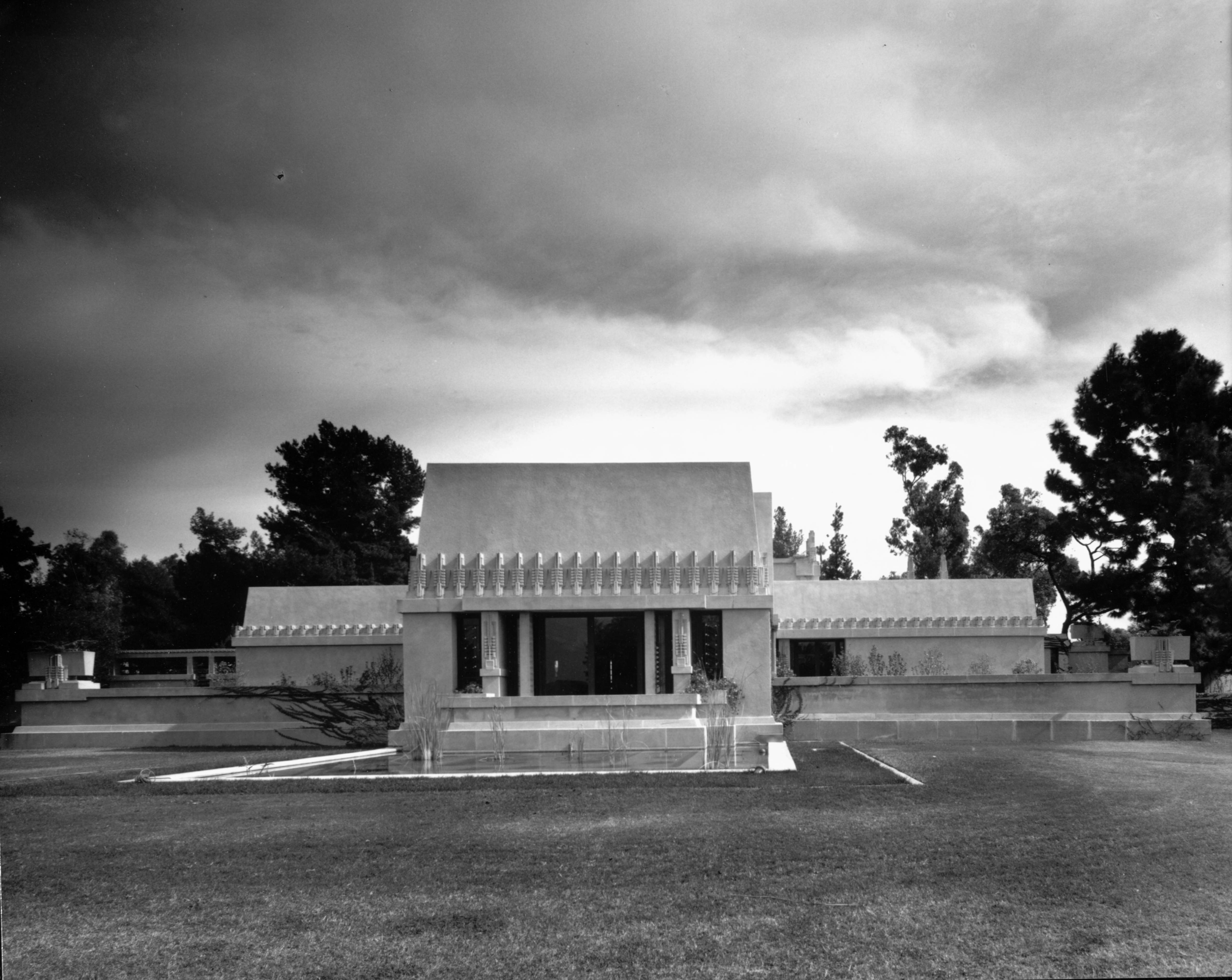
Hollyhock House con amplio césped plano, piscina cuadrada ornamental, que muestra partes del diseño de las alas, 1921
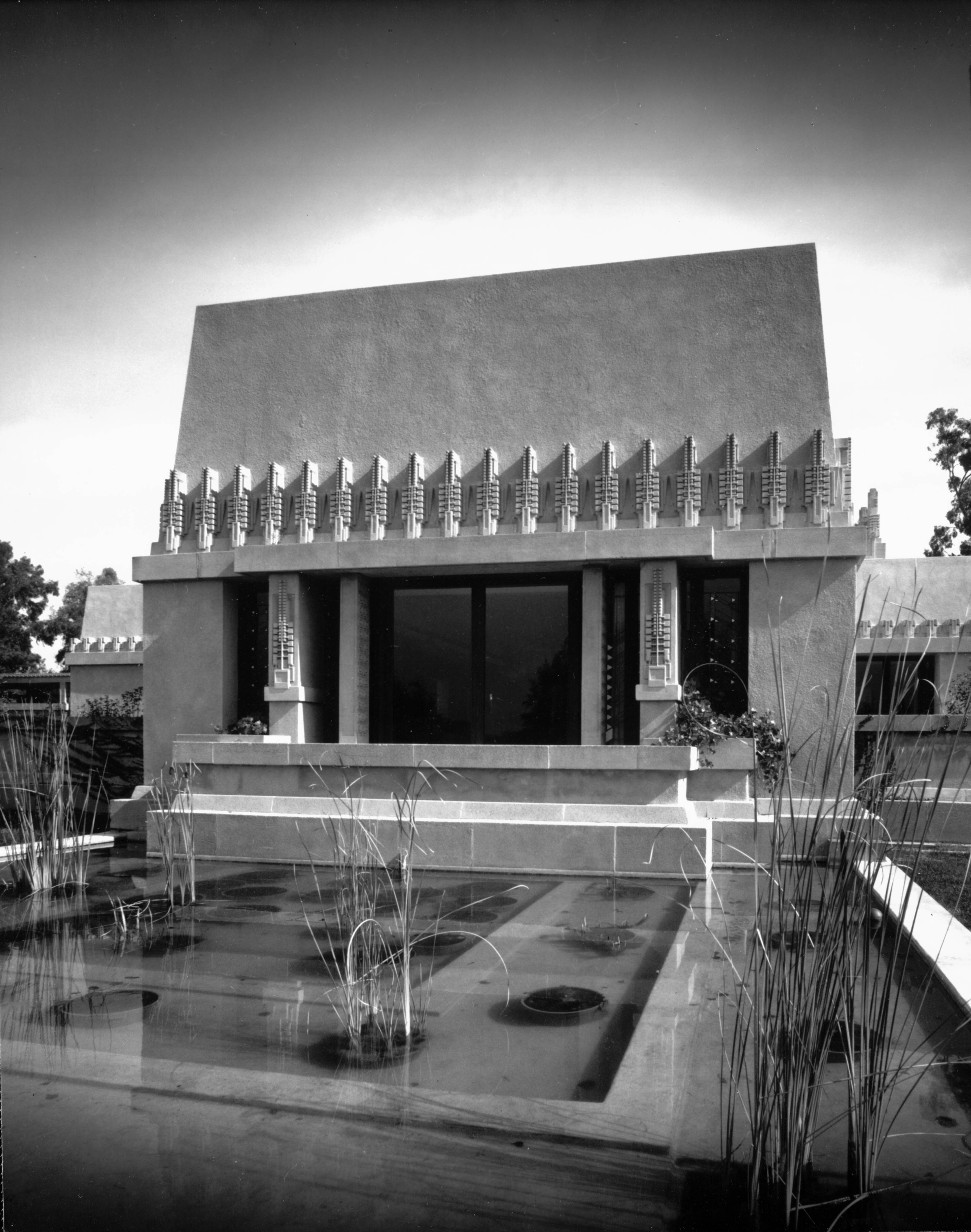
Hollyhock House y piscina cuadrada ornamental, Los Ángeles, 1921
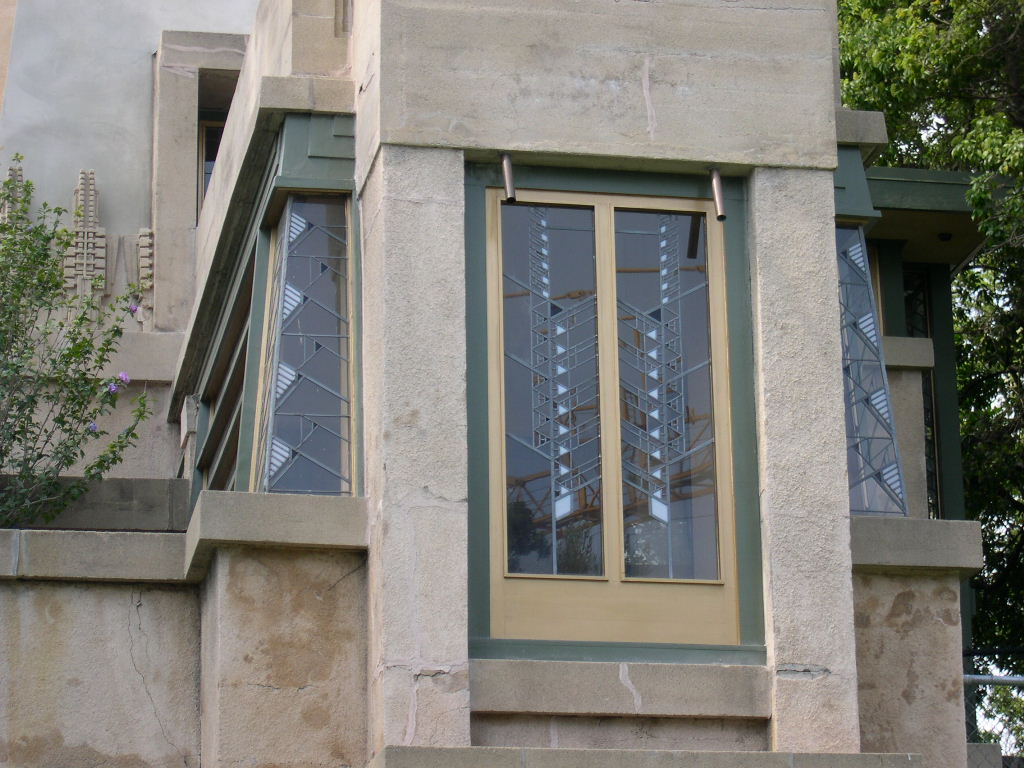
Los diseños de vidrio de Wright recuerdan el tema de la malvarrosa
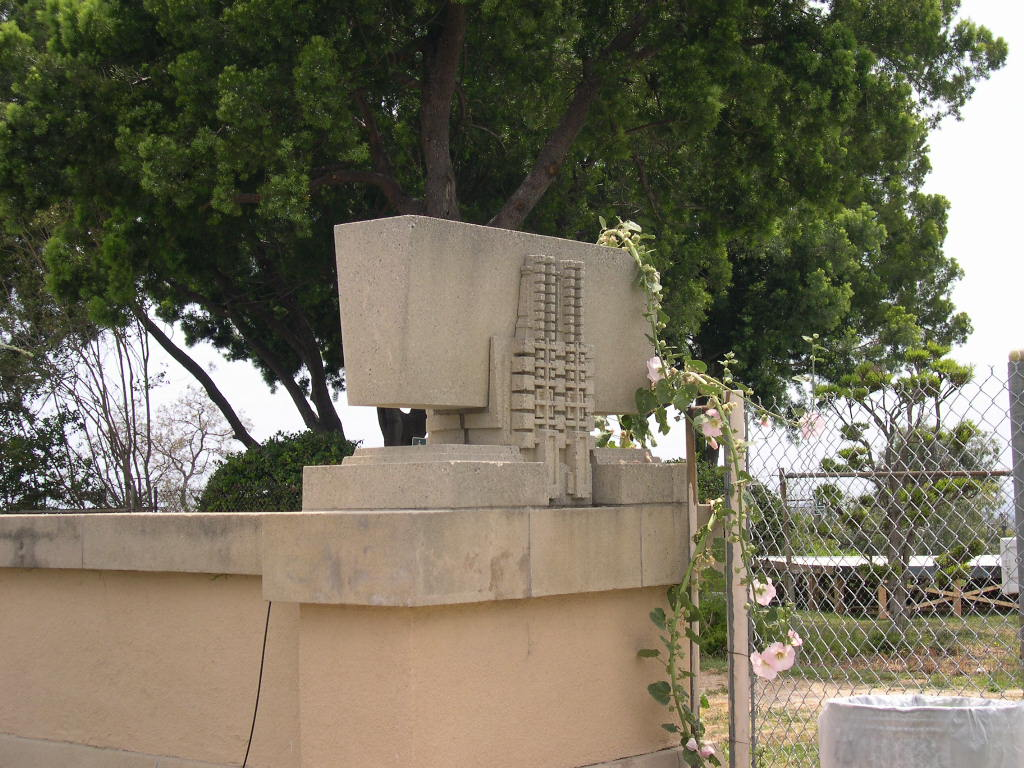
Tallas de malva decoran esta jardinera exterior